# Grand Châtelet
Pour les articles homonymes, voir Châtelet.
Le Grand Châtelet de Paris était une forteresse édifiée par Louis VI sur la rive droite de la Seine, au débouché de la rue Saint-Denis, dans l'actuel 1er arrondissement de Paris. Dès le IXe siècle, les accès aux deux ponts qui reliaient l'île de la Cité de Paris aux berges de la Seine furent protégés par deux châtelets, d'abord en bois, puis en pierre : le Grand Châtelet, au nord, pour protéger l'accès au Grand Pont (devenu le pont au Change) et le Petit Châtelet, au sud, pour protéger l'accès au Petit-Pont.
La défense des ponts étant devenue inutile du fait des puissantes murailles qui protégeaient Paris, la forteresse a été affectée au siège du Prévôt de Paris et de ses lieutenants, assortie de cachots et de salles de torture, jusqu'à la Révolution française. Sa basse geôle a été la première morgue de la capitale. Le Grand châtelet a été démoli au début du XIXe siècle, pour être remplacé par l'actuelle place du Châtelet.

« Le Grand-Châtelet fut, après le gibet de Montfaucon, l'édifice le plus sinistre de Paris, tant par sa physionomie et sa destination que par son voisinage qui faisait de ce quartier l'endroit le plus fétide de la capitale. »

À Paris, lorsqu'on utilise le nom « Châtelet » sans autre précision, c'est toujours du Grand Châtelet dont il s'agit.

## Situation
Le Grand Châtelet formait un îlot entouré par l'Apport-Paris et les rues de la Triperie, de la Joaillerie, Trop-Va-Qui-Dure et Pierre-à-Poisson. Il était séparé par la rue Saint-Leufroy en deux parties de superficies approximativement égales.

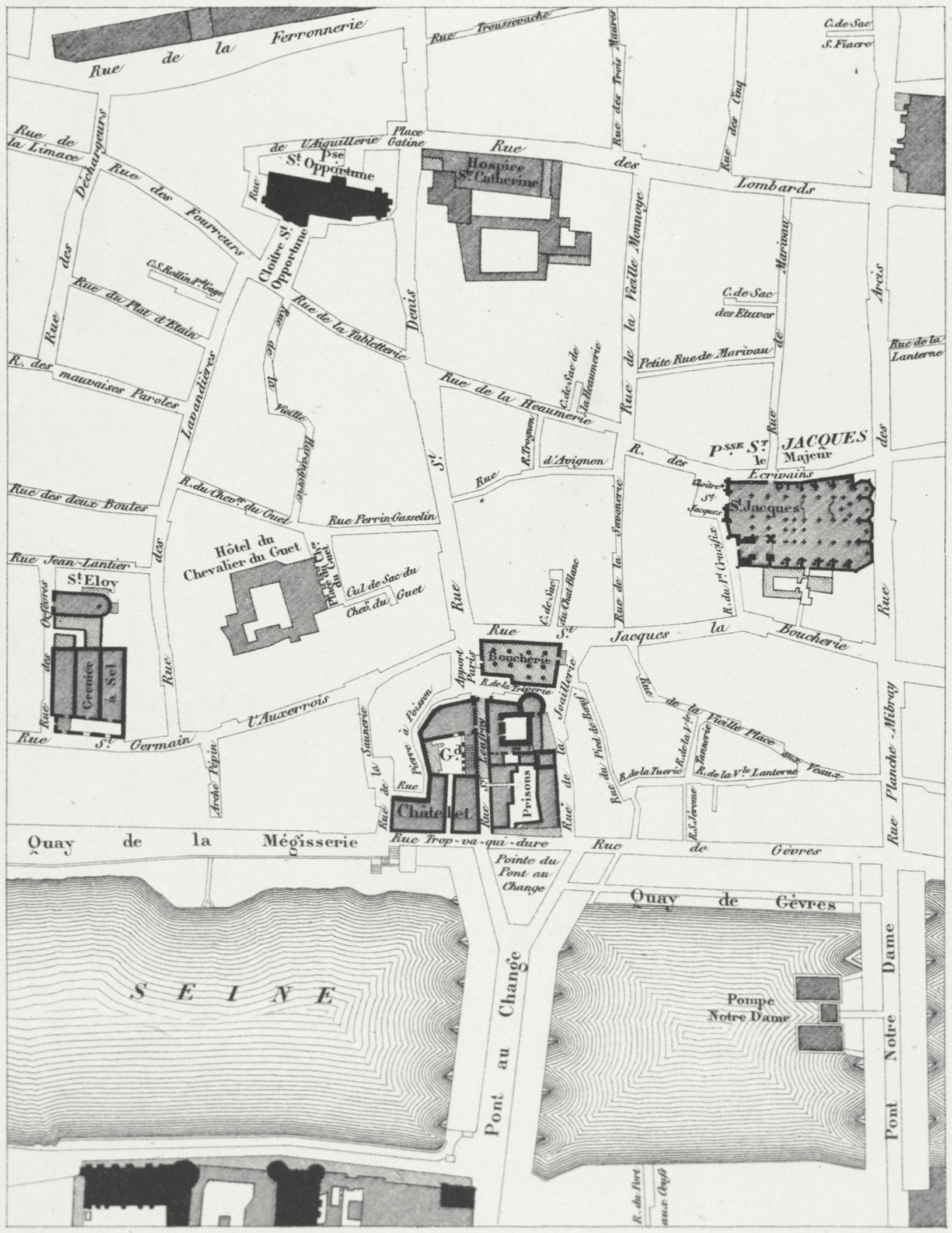
Quartier du Châtelet vers 1750.

## Historique

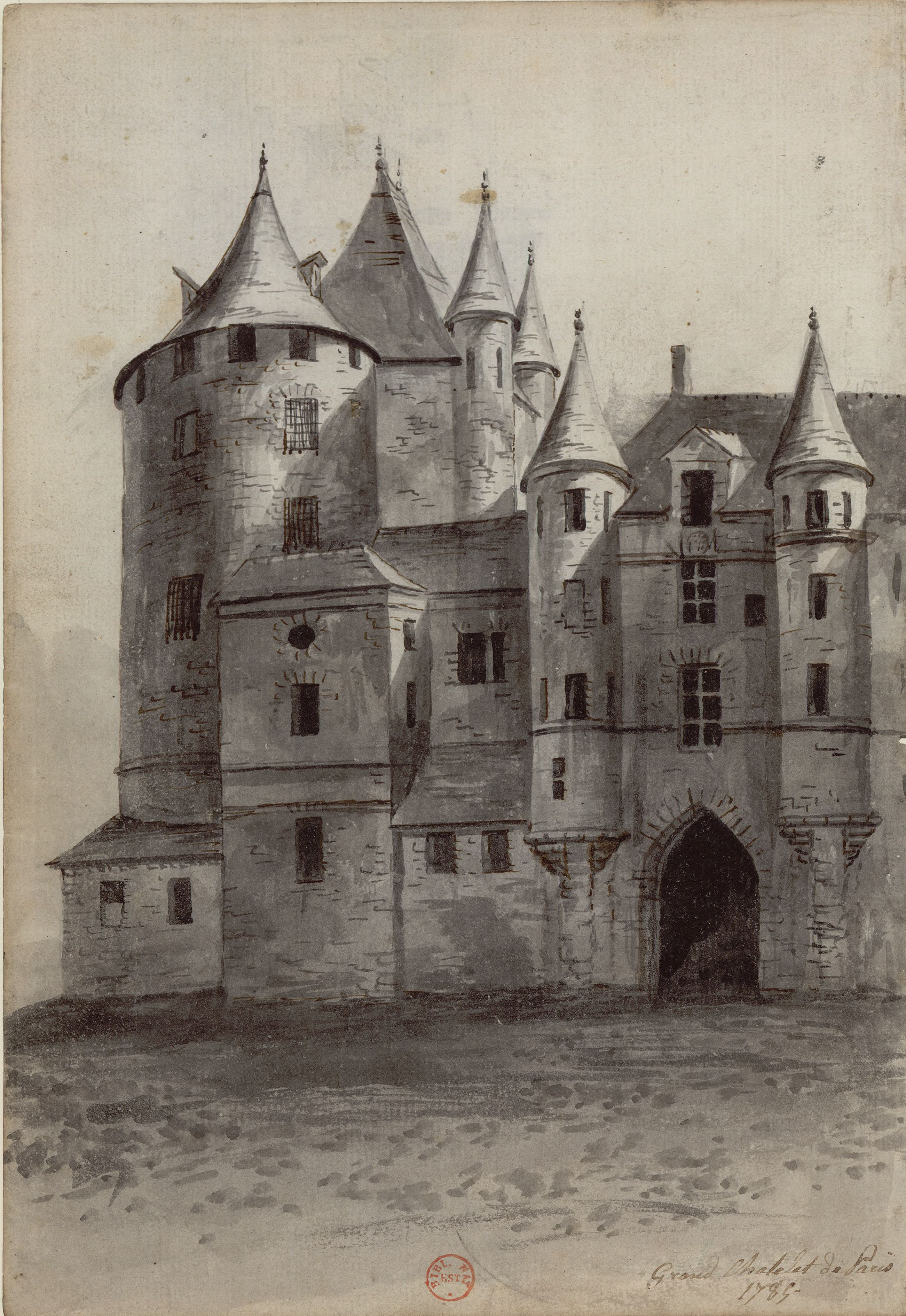
Le Grand Châtelet de Paris.

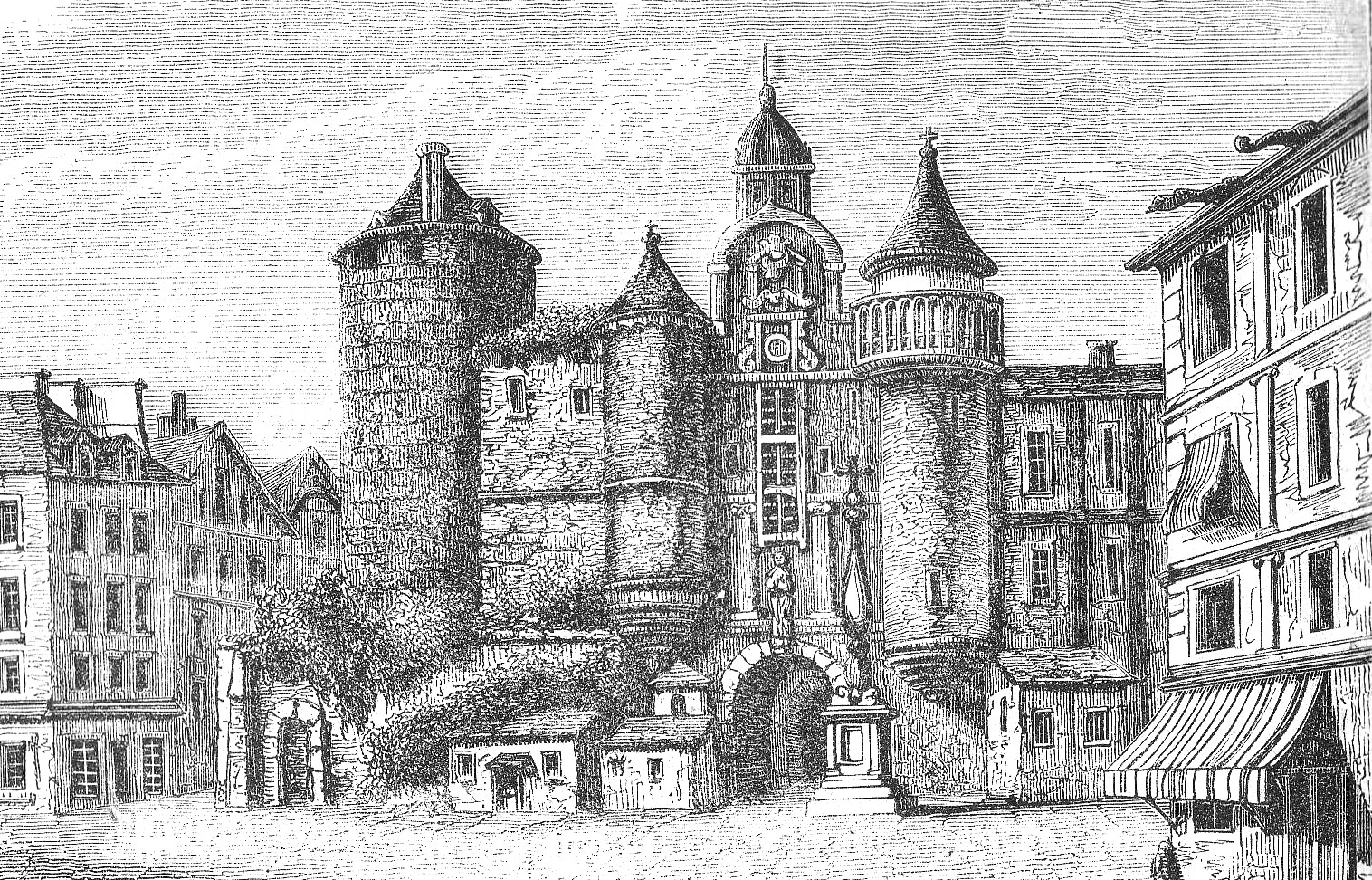
Le Grand Châtelet de Paris vers 1800.

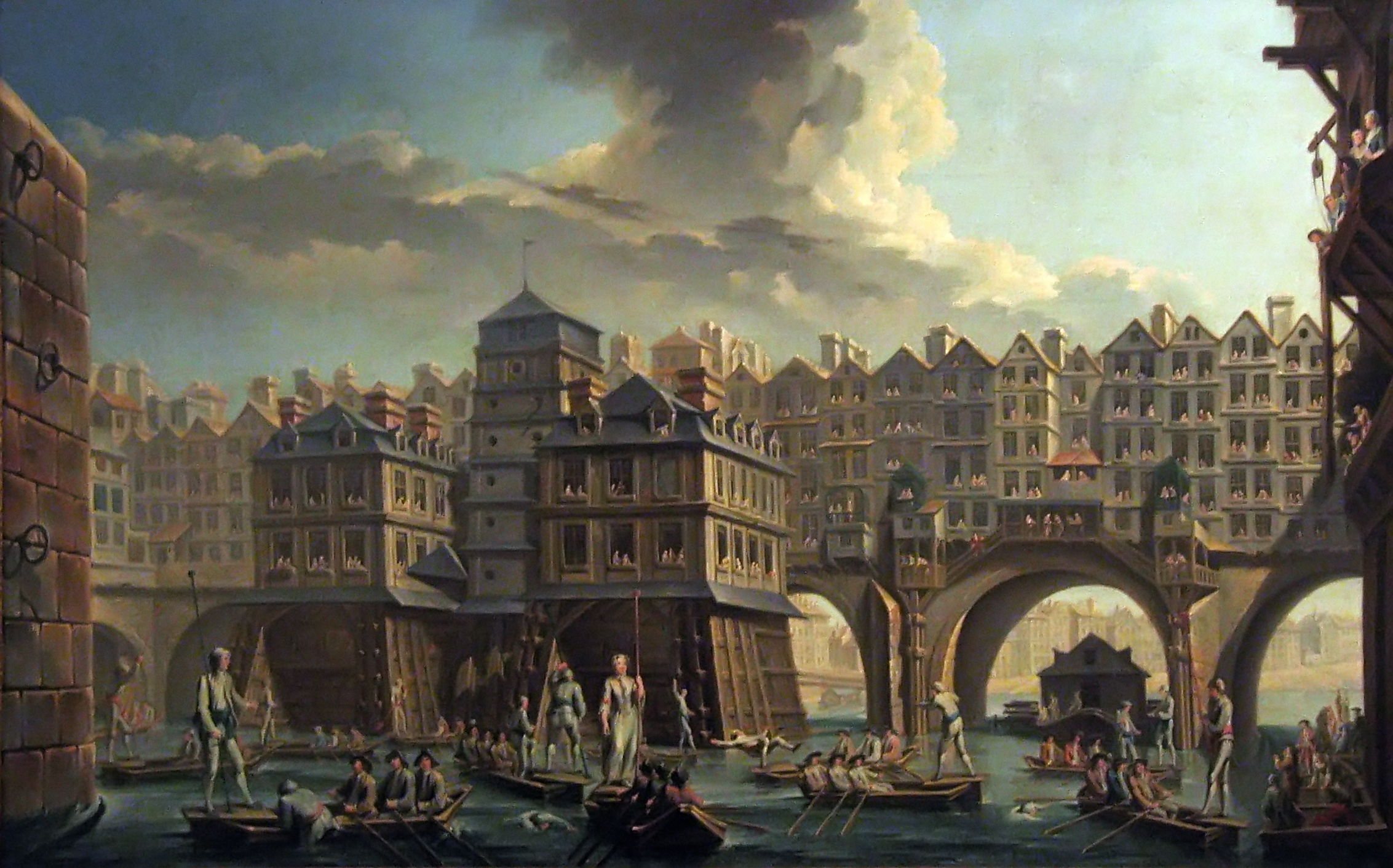
Le pont au Change peint en 1756 depuis le Pont Notre-Dame par Raguenet.

### Moyen Âge
Au IVe siècle, la ville de Paris était concentrée dans l'île de la Cité et protégée par des fortifications datant de la fin de l'époque romaine, constituées par un mur de 2,50 m d'épaisseur. Il semble qu'aucun ouvrage ne protégeait les accès aux ponts de bois, ceux-ci pouvant être rapidement détruits ou incendiés en cas d'attaque. C’est en 877 que Charles le Chauve fit renforcer les fortifications de Paris pour protéger la ville des incursions des Normands qui se multipliaient. Les remparts romains furent restaurés, les ponts fortifiés et leurs piles resserrées pour empêcher le passage des barques. Il fit aussi ériger des tours de bois formant châtelets pour protéger les extrémités des ponts.
De ce fait, lorsque les envahisseurs normands remontèrent la Seine en novembre 885, ils se heurtèrent à une forteresse infranchissable. Les premières offensives féroces ayant été repoussées avec détermination par les défenseurs, il s’ensuivit un long siège de Paris (885-887) pour tenter de réduire les habitants à la famine et les amener à capituler. En février 886, une grande crue de la Seine emporta le Petit-Pont, isolant les douze défenseurs restés dans la tour de ce qui deviendra le petit Châtelet. Ils luttèrent farouchement jusqu’au dernier et furent tous massacrés. Charles le Gros finit par arriver avec ses troupes et acheta le départ des Normands qui partirent ravager la Bourgogne,.
Les tours de bois furent remplacées par des constructions en pierre vers 1130 par Louis VI le Gros. Le Grand Châtelet formait une solide forteresse à peu près carrée, avec une cour au milieu et portes détournées, entourée de fossés profonds remplis d’eau vive, alimentés par la Seine. Deux tours flanquaient les deux angles vers le faubourg. Il était destiné à protéger le débouché nord du Grand-Pont.
Dès 1190, la construction de l'enceinte de Paris par Philippe-Auguste rendit cette forteresse inutile à la défense de la ville. On y établit le siège de la juridiction de la prévôté de Paris chargée de la police et de la justice criminelle, comprenant prisons et salles de torture où s'appliquait la « question ». La Prévôté se divisait en quatre sections : l’« audience du parc civil », celle du « présidial », la « chambre du conseil » et la « chambre criminelle ». Après leur réunion en un seul corps, ces diverses juridictions prirent le nom de « Cour du Châtelet ».
Les travaux de Philippe-Auguste se sont limités à une reconstruction partielle de l'édifice dans les années 1205-1210 avec un mur d'enceinte de faible épaisseur.
Sous le règne de Saint Louis, de 1250 à 1257, le Grand Châtelet fut réparé et considérablement agrandi. Louis procède à la nomination, en 1261, d'une forte personnalité, Étienne Boileau, comme prévôt royal, est conservé un document exceptionnel, le Livre des métiers, rédigé vers 1268, se situant dans le grand mouvement de mise par écrit des coutumes.

Tout en aidant à son organisation, Louis IX a donc mis la municipalité parisienne sous contrôle royal. Le prévôt royal au Châtelet peut réviser les décisions du prévôt des marchands de Paris. À la fin des années 1260, ils réclameront son soutien contre des marchands étrangers et, en 1269, à leur demande, il confirme leurs privilèges, renforçant ainsi l'emprise du pouvoir royal sur les institutions municipales,. 
Par une ordonnance royale de janvier 1318, le roi de France Philippe V le Long enjoint au greffier du Châtelet de veiller « à ce qu'une chandelle fut entretenue pendant la nuit à la porte, du palais de ce tribunal, afin de déjouer les entreprises des malfaiteurs qui se perpétuaient jusque sur la place, alors la plus fréquentée de la capitale. »
Le 29 mai 1418, au cours de la guerre civile entre Armagnacs et Bourguignons, grâce à la trahison d'un certain Perrinet Leclerc et au soutien des artisans et des universitaires, Paris fut livré à Jean de Villiers de L'Isle-Adam, capitaine d'une troupe de partisans du duc de Bourgogne. Le 12 juin 1418, la faction bourguignonne qui assiégea le grand et le petit Châtelet y massacra tous les prisonniers armagnacs qui y étaient renfermés ; leurs corps, jetés du haut des tours, étaient reçus à la pointe des piques.

### Époque moderne
Par son édit de 1684, Louis XIV réunit au Châtelet l'ensemble des seize anciennes justices féodales et des six anciennes justices ecclésiastiques. Le Grand Châtelet fut reconstruit. On avait décidé que, pendant la reconstruction, la cour siégerait aux Grands-Augustins, mais les moines ne voulurent pas céder leur couvent. On résolut d’en faire le siège et de s’en emparer par la force. II s’ensuivit plusieurs combats et assauts acharnés, où furent tués un grand nombre de religieux. La victoire resta au parti de la cour, qui s’y installa provisoirement.
Après ces nouvelles reconstructions, il ne resta de l’ancienne forteresse que quelques tours obscures et inoffensives. En 1756, on voyait encore, au-dessus de l’ouverture d’un bureau, sous l’arcade du Grand Châtelet, une table de marbre contenant les mots « Tributum Cæsaris ». C’était là, sans doute, que se centralisaient tous les impôts des Gaules, usage qui semblait s’être perpétué, puisque l’arrêt du conseil de 1586 fait mention des « droits domaniaux accoutumés être payés aux treilles du Châtelet. »

### Massacre de septembre 1792

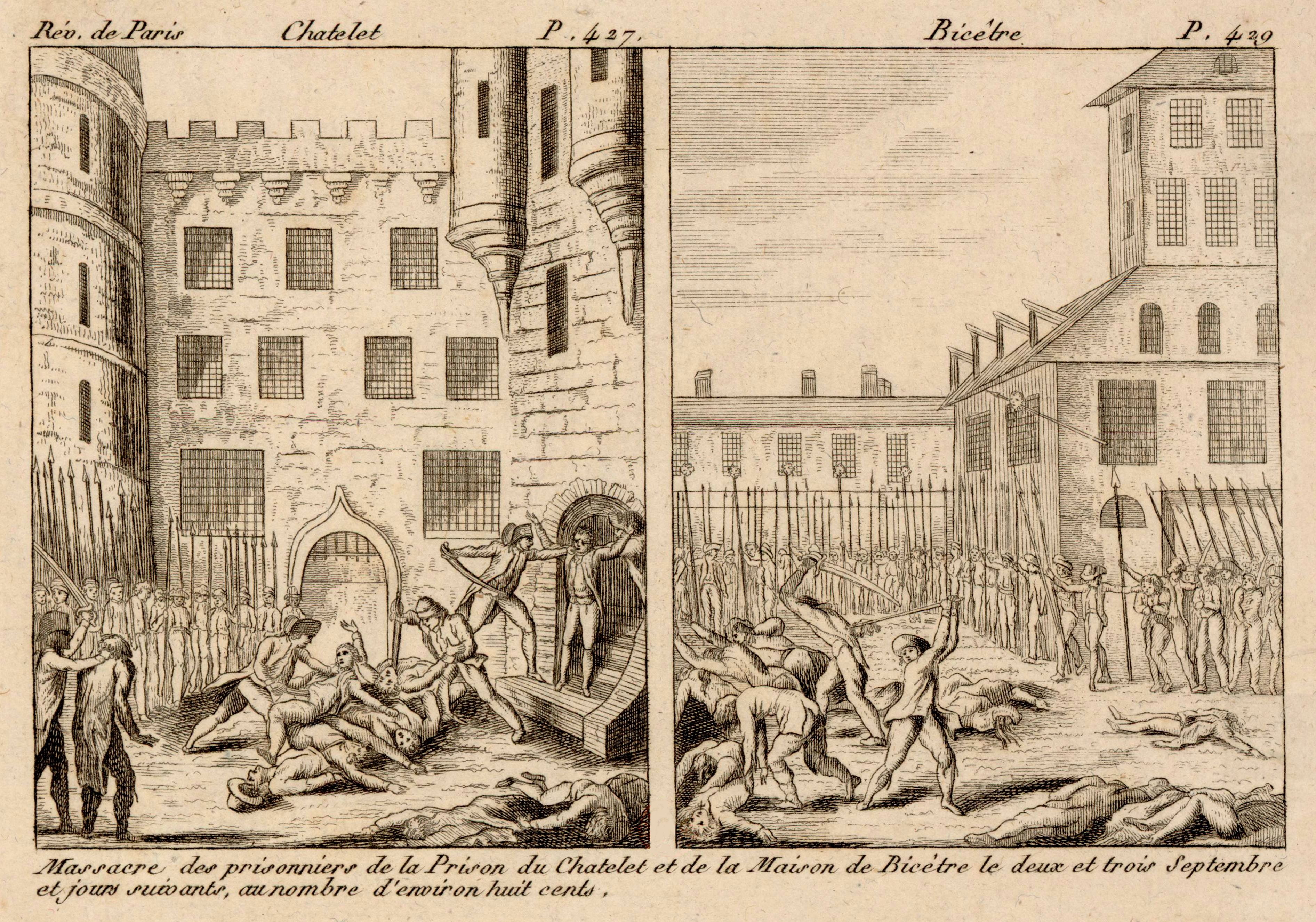
Massacre des prisonniers du Grand Châtelet et de Bicêtre le 2 septembre 1792.

Au moment de la Révolution, les détenus incarcérés au Châtelet avaient la réputation d’être de grands criminels : lorsque les émeutiers ouvrirent les portes des prisons pour libérer les prisonniers le 13 juillet 1789, ils se gardèrent bien de s’attaquer au Châtelet. On comptait trois cent cinq détenus en mai 1783 et trois cent cinquante en mai 1790. Après avoir jugé les premiers accusés de crime de lèse-nation, la cour de justice du Châtelet fut supprimée par la loi votée le 25 août 1790. Ses fonctions cessèrent le 24 janvier 1791, mais la prison subsista. Lors des massacres des prisons, le 2 septembre 1792, sur les deux cent soixante-neuf détenus incarcérés au Châtelet, deux cent seize prisonniers furent sabrés ou égorgés par les émeutiers.
« Ces prisonniers entendant dire la veille que les prisons seraient bientôt vidées, croyant trouver leur liberté dans la confusion publique, pensant qu'à l'approche de l'ennemi les royalistes pourraient bien leur ouvrir la porte, avaient, le 1er septembre, fait leurs préparatifs de départ ; plusieurs, la paquet sous le bras, se promenaient dans les cours. Ils sortirent mais autrement. Une trombe effroyable arrive à 7 heures du soir de l'Abbaye au Châtelet ; un massacre indistinct commence à coups de sabres, à coups de fusils. Nulle part ils ne furent plus impitoyables. »
Tous étaient de redoutables criminels, mais aucun d’entre eux n’avait trempé dans des complots aristocratiques. Après le massacre, les corps furent entassés aux bords du pont au Change pour être transportés aux carrières de Montrouge, près de Paris.

## Geôles

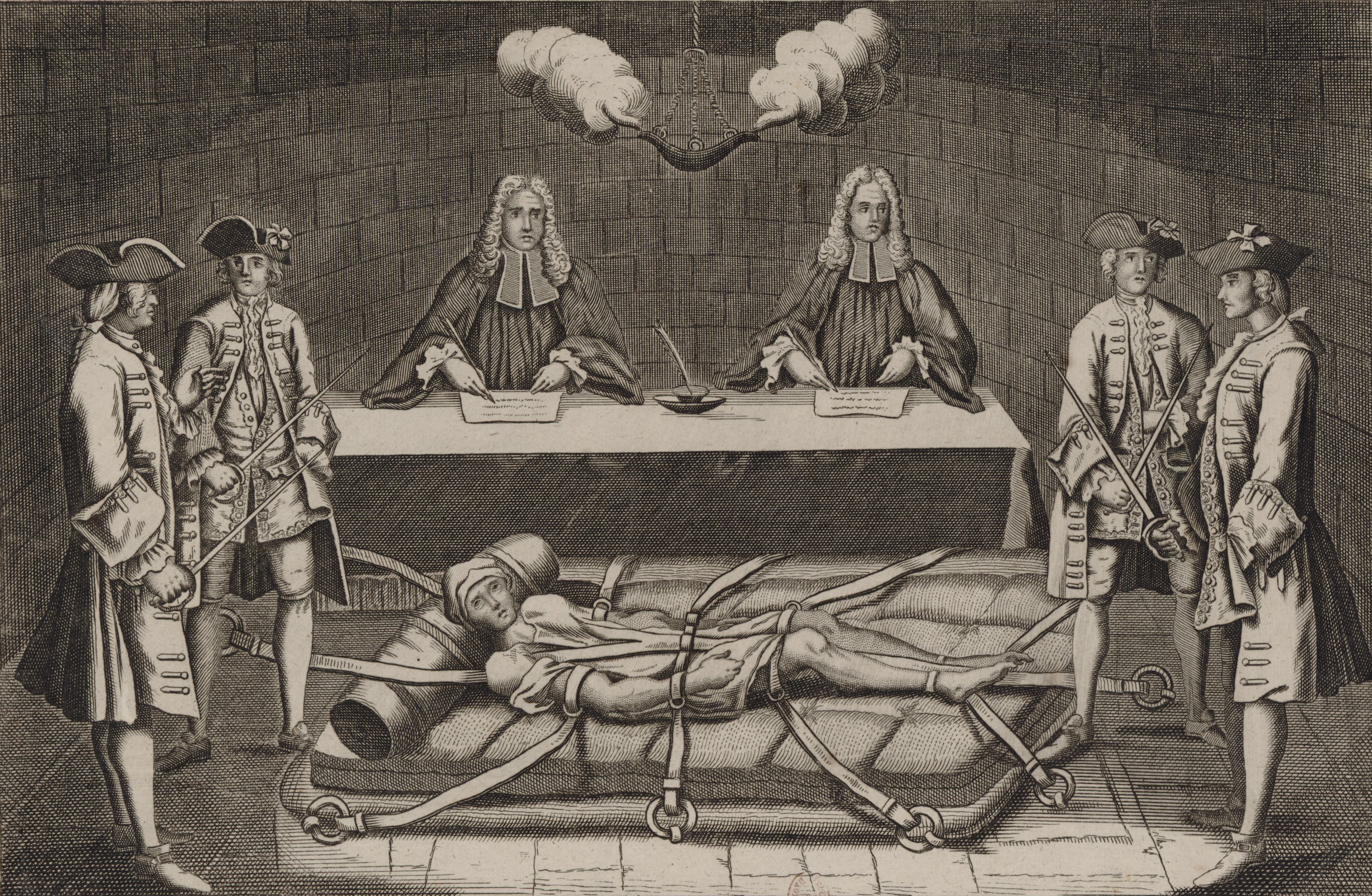
Damiens questionné par ses juges au Châtelet.

Le Grand Châtelet était une des principales prisons de Paris. Dans sa partie est, les cellules se répartissaient en trois catégories : les chambres communes situées à l'étage, celles dites « au secret » et les fosses du bas-fond. Durant l'occupation de Paris par les Anglais, une ordonnance d'Henri VI d'Angleterre, en date de mai 1425, dresse la liste de ses parties ou cellules. Les dix premières étaient les moins horribles, elles avaient pour noms : Les Chaînes, Beauvoir, la Motte, la Salle, les Boucheries, Beaumont, la Grièche, Beauvais, Barbarie et Gloriette. Les suivantes étaient beaucoup plus détestables, certains noms sont éloquents : Le Puits, les Oubliettes, l'Entre-deux-huis, la Gourdaine, le Berceau. Enfin, les deux dernières étaient particulièrement atroces :
- La fosse, également appelée Chausse d'hypocras, dans laquelle les prisonniers étaient descendus à l'aide d'une poulie[N 3]. Il semble qu'elle avait la forme d'un cône renversé. Les prisonniers avaient en permanence les pieds dans l'eau et ne pouvaient se tenir ni debout, ni couché. On y mourait habituellement après quinze jours de détention.
- Fin d'aise qui était remplie d'ordures et de reptiles. En 1377, on y descendit Honoré Paulard, bourgeois de Paris, accusé d'avoir empoisonné ses parents, ses sœurs et trois autres personnes pour en hériter. Il y mourut en un mois[14].

Le comble était que ces emprisonnements étaient tarifés. Les prisonniers devaient payer le geôlage par nuit pendant leur séjour et un supplément pour disposer d'un lit. Le tarif variait selon sa condition : « comte, chevalier banneret, chevalier, écuyer, lombard, juif ou autre. »
Plusieurs personnages célèbres furent emprisonnés au Châtelet :
- Jean de Montagu (1409)
- Jean Jouvenel des Ursins (1413)
- François Villon (1448)
- Clément Marot (1526)[N 4]
- Michel d'Amboise (1530)
- Molière (1645)[N 5]
- Louis Dominique Cartouche (1721)
- Thomas de Mahy de Favras (1790)
- Le baron de Besenval (1789-1790)[17],[18].

## Morgue
Au XVe siècle, morgue a le sens de visage, de mine. Les prisonniers amenés dans les cellules basses du Châtelet de Paris étaient « morgués » par leurs geôliers, c'est-à-dire dévisagés avec insistance et probablement avec arrogance et mépris, afin de pouvoir les identifier en cas d'évasion ou de récidive. Par extension, le nom de « morgue » fut attribué à ces cellules. Le dépôt de cadavre du Châtelet est mentionné pour la première fois par une sentence du prévôt de Paris du 23 décembre 1371. Une autre sentence du prévôt de Paris, du 1er septembre 1734, associe la basse geôle du Châtelet à l'identification des cadavres.
Ultérieurement lesdites cellules ayant été transférées dans une autre partie du Châtelet, la « morgue » fut affectée, au XVIIIe siècle, à l'exposition des corps trouvés sur la voie publique ou noyés dans la Seine. Une quinzaine de corps était retrouvée chaque nuit au XVIIe siècle. Les filles hospitalières de Sainte-Catherine étaient tenues de les laver et de les faire inhumer au cimetière des Innocents. Une ouverture pratiquée dans la porte permettait de les reconnaître « en se pinçant le nez ». En 1804, le préfet de police Dubois fait déménager la morgue dans un bâtiment quai du Marché-Neuf.
Une autre morgue est située, à la même époque, extra-muros, dans le couvent des Visitandines de Chaillot, à côté de la prévôté.

## Démolition
En raison de sa vétusté et des conditions de détention des prisonniers qui y étaient détenus, la démolition du Grand Châtelet avait été envisagée par l'ancien régime dès 1780. Les geôles ayant été désaffectées à la suite des massacres du 2 septembre 1792, le procureur de la commune Pierre-Louis Manuel requit sa démolition le 9 septembre suivant. Toutefois, celle-ci ne débuta effectivement qu'en 1802 en commençant par les cachots.
D'autres bâtiments, encore occupés par les tribunaux de première instance et d'appel du second arrondissement de Paris, ne furent démolis qu'entre 1808 et 1810, et la rue Trop-Va-Qui-Dure ne sera détruite qu'en 1813. Quelques vestiges subsistaient encore en 1857, entre le quai de la Mégisserie, la place du Châtelet et la rue Pierre-à-Poisson (devenue rue de la Saulnerie avant de disparaitre). Sur l'emplacement du Grand Châtelet seront édifiés la place du Châtelet entre 1855 et 1858 et le théâtre du Châtelet inauguré en 1862.

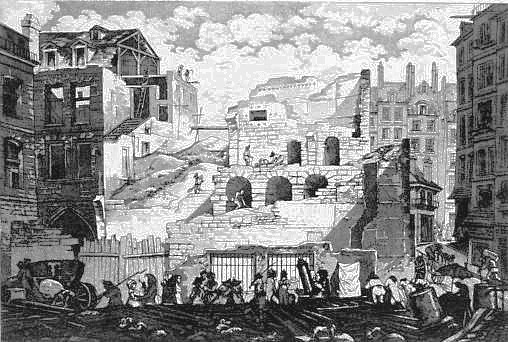
Démolition du Grand Châtelet de Paris.
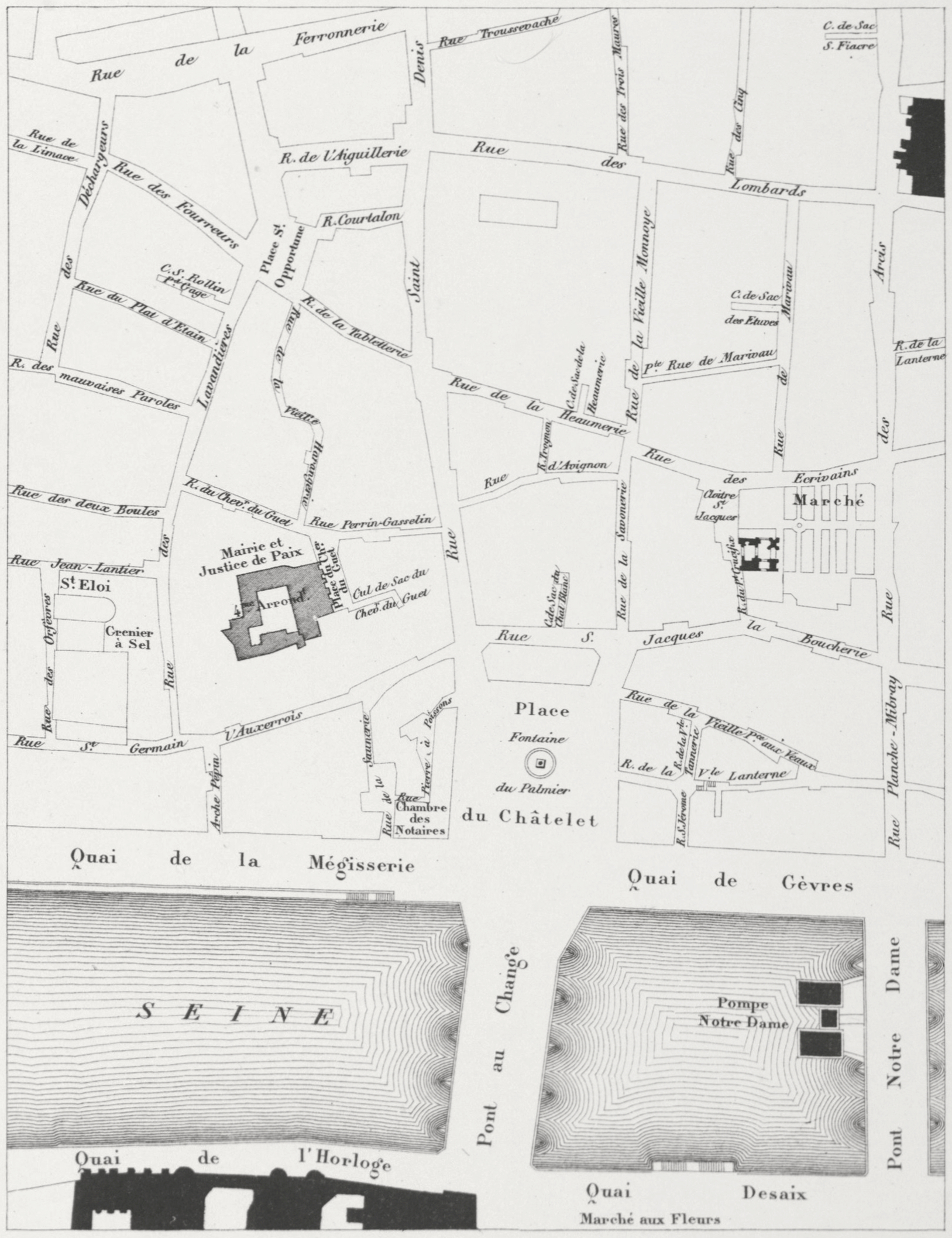
Quartier du Châtelet en 1836.
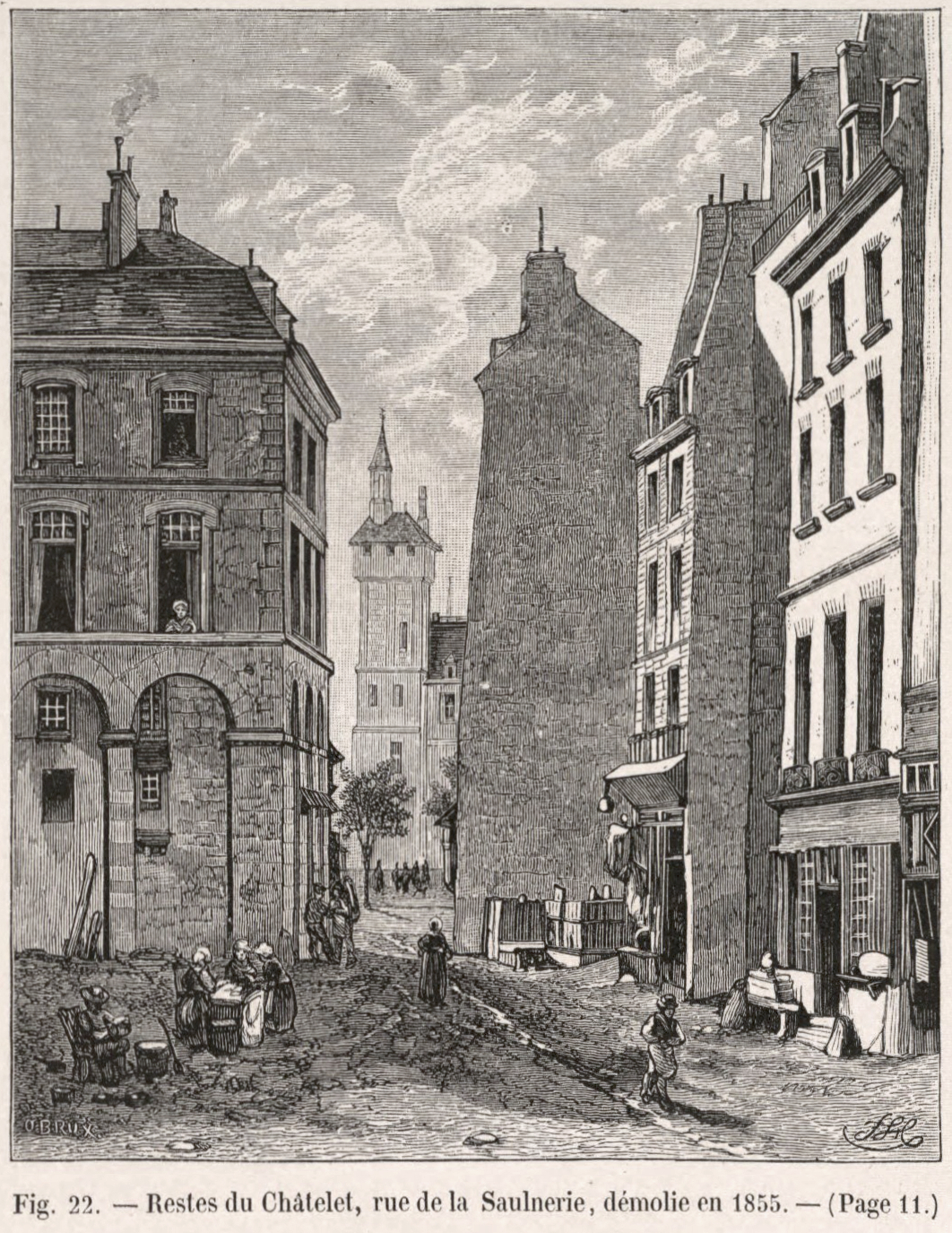
Derniers vestiges du Grand Châtelet rue de la Saulnerie (1855).